# Бріана Вільямс
Бріана Вільямс (англ. Briana Williams; 21 березня 2002) — ямайська легкоатлетка, яка спеціалізується в спринті, олімпійська чемпіонка, дворазова чемпіонка світу 2018 року серед юніорів.

## Основні міжнародні виступи
| Рік                | Змагання                      | Місце проведення   | Місце              | Дисципліна            | Результат          | Примітки           |
| Представник Ямайка | Представник Ямайка            | Представник Ямайка | Представник Ямайка | Представник Ямайка    | Представник Ямайка | Представник Ямайка |
| ------------------ | ----------------------------- | ------------------ | ------------------ | --------------------- | ------------------ | ------------------ |
| 2018               | Чемпіонат світу серед юніорів | Тампере            | 1                  | біг на 100 метрів     | 11.16              | [ 3 ]              |
| 2018               | 1                             | біг на 200 метрів  | 22.50              | NR20R, NR18R, CR      |                    |                    |
| 2021               | Олімпійські ігри              | Токіо, Японія      | 1                  | естафета 4×100 метрів | 41.02              | NR                 |
| 2022               | Чемпіонат світу в приміщенні  | Белград, Сербія    | 6                  | біг на 60 метрів      | 7.04               |                    |
| 2022               | Чемпіонат світу               | Юджин              | 3                  | естафета 4×100 метрів | 42.37              | [ 5 ]              |